# Kerstin Hallroth
Kerstin Margareta Hallroth, född 3 april 1920 i Fullösa församling, Skaraborgs län, död 6 december 1998 i Visby domkyrkoförsamling, var en svensk konstnär.
Hallroth växte upp på Gotland som dotter till bagarmästaren Gustaf Hallroth och Ester Norrby. Hon studerade reklamkonst vid Stockholms reklamskola och dekorationsmåleri vid Slöjdföreningens skola i Göteborg samt en kortare tid vid Otte Skölds målarskola i Stockholm. Hon medverkade i Göteborgs konstförenings sommarsalonger 1945–1954 och i samlingsutställningar med olika lokala konstföreningar. Hennes konst består av interiörer, figurbilder och landskapsskildringar utförda i oljefärg, teckningar och textiltryck. Hallroth är representerad vid Gotlands museum.
Hallroth var ogift; en äldre syster till henne var gift med Robert Herlitz. Hallroth är gravsatt i minneslunden på Norra kyrkogården i Visby.